# Zotalemimon obscurior
Zotalemimon obscurior es una especie de escarabajo longicornio del género Zotalemimon, tribu Desmiphorini, subfamilia Lamiinae. Fue descrita científicamente por Breuning en 1940.

## Descripción
Mide 9-10,5 milímetros de longitud.

## Distribución
Se distribuye por India y Birmania.